# Буслов, Фёдор Ефимович
Фёдор Ефимович Буслов (1875 — 1921) — железнодорожный служащий, из крестьян, депутат Государственной думы Российской империи I созыва от Могилёвской губернии.

## Биография
Железнодорожный служащий, родом из крестьян Городецкой волости Быховского уезда Могилевской губернии. Русский, православного вероисповедания. Отец — Ефим Павлович Буслов. Он принадлежал к первому поколению, носившему эту фамилию.  Она произошла от прозвища «Бусёл» (аист), данного белорусскими крестьянами беглому крепостному, прадеду Ф. Е. Дед Ф. Е. Буслова также носил это прозвище. Мать — Ирина Захаровна урожденная Шпак.
По воспоминаниям брата:

[Фёдор] с малого детства он возненавидел наш беспросветный, бескультурный и тяжелый быт. С первой книги его потянуло к учёбе, и учился он прекрасно. С похвальным листом окончил приходское училище
 После этого окончил уездное училище, был награждён за успехи в учёбе Могилевским архиереем хорошим изданием евангелия и благодаря его же протекции поступил в Гомельское техническое железнодорожное училище, которое окончил в 1892 году.
Первый год практики Ф. Е. Буслов  проходил в службе тяги, сначала помощником машиниста в Гомеле на Полесских железных дорогах, а остаток года работал слесарем в депо Сновска на Либаво-Роменской железной дороге. В 1893 году, во второй год практики, в техническом отделе службы пути Рязано-Уральской железной дороги в Саратове осваивал специальность техника-чертежника.  После практики выбрал и в дальнейшем посвятил себя деятельности в службе пути и сооружений.
В 1895-1896 годах участвовал в изысканиях по выбору трассы будущей Кругобайкальской железной дороги в экспедиции инженера путей сообщения Ф. Ф. Докса, где осуществлял нивелировку.
В 1897 году перешел техником партии на изыскания, а в 1898 году перешел на постройку техником участка Московско-Виндавской железной дороги. По воспоминаниям брата жил в Ржеве.
В 1899 году Ф. Е. Буслов приехал в Санкт-Петербург  держать экзамен на звание техника путей сообщения, но в Петербурге начались студенческие волнения  и он оказывается в самом эпицентре волнений.  Начальник Петербургского охранного отделения, полковник Пирамидов Владимир Михайлович, в докладной записке о столкновении отряда конно-полицейской стражи со студентами отметил его:

Здесь же особенно вызывающе держал себя какой-то неизвестный статский, почему и был отведен в участок для констатирования личности. Он оказался прибывшим накануне в С. Петербург из г. Киева, железнодорожным техником, крестьянином Могилевской губернии Федором Ефимовым БУСЛОВЫМ, пока нигде не прописанным. Все арестованные, по констатировании их личностей,  были немедленно освобождены.
В результате Ф. Е. Буслов был выслан из Санкт-Петербурга.
В 1899-1904 годах работал на Китайско-Восточной  железной дороге. Сначала (1899-1900) помощником начальника четвертой дистанции 1-го участка западной линии КВЖД. В 1900 году во время боксерского восстания вместе со всеми служащими первого участка эвакуировался к русской границе в селение Абагайтуй  Забайкальской области. 26 июня 1900 года последовало Высочайшее повеление о введении русских войск в Маньчжурию. Наступление русских войск в Маньчжурии осуществлялось отдельными отрядами по нескольким направлениям. Из Абагайтуя выдвигался Хайларский отряд, который возглавил генерал-майор Николай Александрович Орлов. В Абагайтуе Ф. Е. Буслов был прикомандирован к этому отряду для устройства дорог и переправ на труднопроходимых участках.
Орлов Н.А. в статье «Сражение при Онгуни (17-го июля 1900 г.)» опубликованной в журнале «Исторический вестник» № 4. 1901 о технике Буслове:

Для устройства удобного переезда через пески еще накануне, пятнадцатого июля, была выслана команда казаков и при ней начальник четвертой дистанции строящейся восточно-китайской железной дороги инженер Жемчужников и техник той же дистанции Буслов. Оба они с самого начала похода были командированы начальником первого участка железной дороги, инженером Крутицким, в распоряжение начальника отряда. Выносливые ездоки, не прихотливые в требованиях жизни, неутомимые работники, они принесли большую пользу при наступлении Хайларского отряда.
С этим отрядом Буслов прошел от Абагайтуя до Хайлара и возвратился на свой участок для восстановления железной дороги. Там же в 1901 году был назначен отдельным производителем работ по постройке водоснабжения станций Ваньгун, Хорхонтэ, Цаган. На этой постройке организовал союз потребителей, клуб служащих, драматический и музыкальный кружки, библиотеку и был председателем Комитета потребительского  общества.
В начале 1905 года  приехал в Москву, и весь год работал  в Центральном  Бюро Всероссийского  железнодорожного  Союза.  В 1905 активно участвовал в организации  Всероссийского Крестьянского союза. Ф. Е. Буслов сочувствовал социал-демократам, но расходился с ними в тактике и в принципах решения аграрного вопроса.
27 марта 1906 избран в Государственную думу Российской империи I созыва от общего состава выборщиков Могилевского губернского избирательного собрания. Входил в Трудовую группу, был членом её Временного комитета. Член комиссий: по составлению адреса, бюджетной, аграрной, издательской. Подписал законопроект «О гражданском равенстве». Выступал в прениях по ответному адресу, а также по вопросу о собраниях. Подписал аграрный проект «трудовой группы» («проект 104-х»), который предусматривал ликвидацию помещичьего землевладения. Поддерживал постоянные связи с избирателями — крестьянами Быховского уезда, на основе их наказов и жалоб делал в Думе запросы.
Во время работы в Думе публиковал статьи в газете «Могилёвский голос».
10 июля 1906 года в г. Выборге подписал "Выборгское воззвание", осужден по ст. 129, ч. 1, п. п. 51 и 3 Уголовного Уложения, приговорен к 3 месяцам тюрьмы, лишен права быть избранным.
В 1907 году сначала служил у контрагента Балинского по делам постройки Закавказской железной дороги, затем перешел в технический отдел старшим техником на постройку Амурской железной дороги. По воспоминаниям брата жил  в Нерчинске.  В 1908 году прервал работу в связи с отбытием к месту трёхмесячного тюремного заключения. Во время его отсутствия в Нерчинске в ночь на 26 сентября 1908 года у него был произведен обыск. В результате проведённого обыска были изъяты семь книг, двенадцать разных брошюр и письма. Так как на момент обыска только две книги были запрещёнными, дело не было возбуждено, но все книги остались в Читинском охранном отделении, а оно с возвращением Федора Ефимовича, не торопилось их ему передать. Тогда он подает прошение Товарищу Министра Внутренних дел, заведующему полицией. В результате решение о возвращении ему книг было в мае 1910 года согласовано, но Федор Ефимович к этому времени уже покинул Забайкальский край.

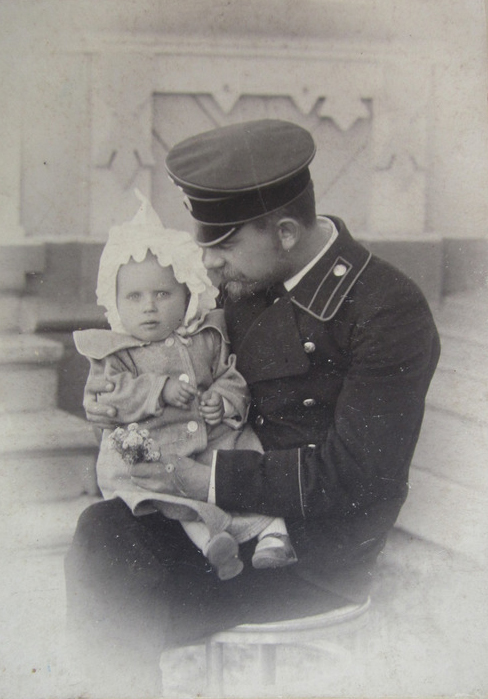
Ф. Е. Буслов в Чите.

В 1910 году в Санкт-Петербурге держал экзамен на звание техника путей  сообщения при Институте инженеров путей сообщения.
1910 год – начальник  партии на изысканиях Токмакской ж.д. после изысканий перешел в технический отдел управления младшим инженером.
1912 год - перешел в Общество Железнодорожных Ветвей начальником партии изысканий ветвей: Жашковской, Ямпольской и других. В 1913 году правлением Общества был назначен старшим производителем работ и строил ветви Богуславскую, Ржищевскую и Крыловскую.
В 1916 году поступил во 2-е Полевое строительное Управление на постройку соединительной ветки от Колосовки  и вскоре был переведен на изыскания и постройку линии Бельцы-Унгены начальником дистанции 1-го разряда.
В 1917 году поступил и.о. начальника технического отдела Управления перестройки линии Вологда-Архангельск.
12(25) — 15(28) августа 1917 участвовал в работе Государственного совещания в Москве.
28 сентября 1918 год зачислен в Народный Комиссариат Путей Сообщений и.о. инженера для технических занятий в отдел предметов верхнего строения пути.
28 ноября 1918 года на железнодорожном транспорте было введено военное положение. Железнодорожники на время действия положения считались призванными на военную службу.
1919-1920 – налаживал работу железнодорожного транспорта  в Саратовской области.
В ноябре 1920 года по состоянию здоровья перевелся на юг в Мелитополь.
Умер в 1921 году от тифа.

## Семья
- Жена — Зинаида, урождённая ? (1895—?)
  - Сын — Дисан (1914—?)[8]
  - Сын — Донат (1916—1920)

Всего у Ф. Е. Буслова было 8 братьев и сестёр, из них двое умерли в младенчестве:

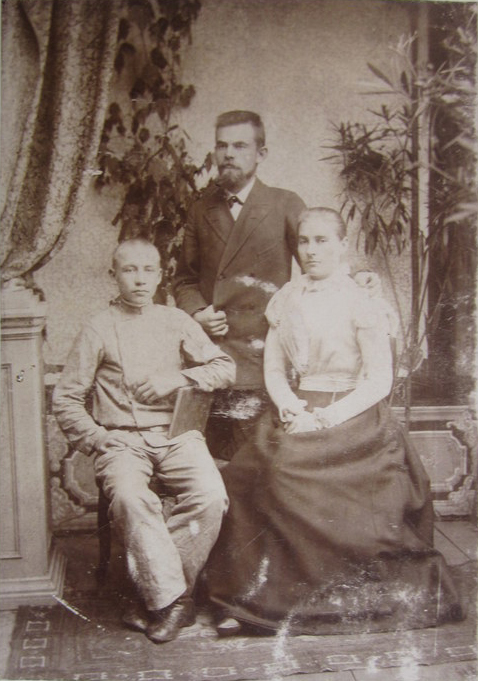
Анатолий, Фёдор и Аграфена Бусловы, г. Рогачев, 1897-1898 г.

- Аграфена — воспитанница акушерской школы, акушерка в Могилёве
- Иван — 4-х лет от роду упал в трюм баржи и разбился (отец работал в пароходстве)[7].
- Мария — замужем за служащим пароходства в Киеве
- Анна — жила с семьей Марии
- Вера (? — 1907) — замужем за А. П. Неклюдовым родом из Камышина, у них сын Евгений, скончалась от туберкулёза[7].
- Ефросинья (1883 — 1885) погибла от ожогов в результате несчастного случая.
- Анатолий (1884 — 1953[9]), член Учредительного собрания, эсер с 1905, председатель Быховского Совета и уездного комитета партии социалистов-революционеров, начальник уездной милиции. Участник заседания Учредительного собрания 5 января[5].
- Сергей  (? — 1905) — младший ребёнок в семье. Занимался распространением нелегальной литературы, вероятно, был членом социал-демократической партии. Погиб во время Киевского погрома, был организатором дружины самообороны[7].